# Balanus indicus
Balanus indicus is een uitgestorven zeepokkensoort uit de familie van de Balanidae. De wetenschappelijke naam van de soort werd voor het eerst geldig gepubliceerd in 1923 door Withers.